# Cestistica Ragusa
L'Associazione Dilettantistica Gruppo Sportivo Cestistica Ragusa è stata una società di pallacanestro femminile di Ragusa.
Ha preso parte in più occasioni alla Serie A2 e vari campionati di Serie B d'Eccellenza. I suoi colori erano il bianco e il rosso e giocava al PalaPadua di via Zama.

## Storia
Nel 1981-1982 arriva al quarto posto in Serie B. Nel 1984-1985 è quinta in Serie B.
Nel 1986-1987 si classifica al sesto posto in Serie B. Nel 1998-99 prende parte alla Serie A2. L'ultima partecipazione all'A2 risale alla stagione 2005-06, quando è retrocessa all'ultimo posto nel Girone Sud, con appena una vittoria.
Nel 2007, sponsorizzata dall'Hydropompe, ha affrontato i play-off di Serie B d'Eccellenza contro la Valle Impero Monopoli. Nel 2008 si è dovuta salvare attraverso la Poule Retrocessione, dopo essersi classificata sesta nella prima fase.
Nella stagione 2008-'09 aveva diritto alla B d'Eccellenza, ma ha rinunciato ed è stata ammessa alla Serie B, in cui ha chiuso quarta nella Poule Promozione. Per tre stagioni partecipa al campionato regionale di B/2 femminile; nel 2010-'11 è l'ultima squadra del girone siculo-calabro a ottenere l'ammissione alla nuova Serie B nazionale.
La stagione in terza serie si è conclusa tuttavia con la rinuncia a disputare sia alla Serie B regionale che alla Serie C; le giocatrici sono state quindi accolte dal Champion Ragusa. A sua volta, la Champion si è ritirata nel 2013 e le giocatrici sono infine passate alla Lazùr Catania.

## Cronistoria
| Cronistoria della sezione di pallacanestro femminile della Società Ginnastica Triestina |
| --- |
| - 1977-1978 · 3ª nel Girone A di Poule C. - 1978-1979 · 4ª in Serie C Sicilia, 2ª in Poule C. - 1979-1980 · 3ª in Serie C Sicilia, 1ª nel Girone N di Poule C, promossa in Serie B. - 1980-1981 · 4ª nel Girone H di Serie B, 2ª nel Girone V di Poule B. - 1981-1982 · 4ª nel Girone H di Serie B, 2ª nel Girone U. - 1982-1983 · 3ª nel Girone H di Serie B, 4ª in Poule Promozione. - 1983-1984 · 4ª nel Girone H di Serie B, 8ª in Poule Promozione. - 1984-1985 · 5ª in Serie B, 4ª in Poule Promozione. - 1985-1986 · 7ª nel Girone H di Serie B. - 1986-1987 · 6ª nel Girone H di Serie B. - 1987-1988 · 4ª in Serie B. - 1988-1989 · 7ª in Serie B. - 1989-1990 · 12ª in Serie B. - 1990-1991 · 12ª in Serie B. - 1991-1992 · 10ª in Serie B. - 1992-1993 · 5ª in Serie B. - 1993-1994 · 7ª in Serie B, promossa in Serie A2. - 1994-1995 · 5ª nel Girone D di Serie A2, 11ª nella Poule Promozione. - 1995-1996 · 4ª in Serie A2, 5ª in Poule Promozione. - 1996-1997 · 5ª in Serie A2, 4ª in Poule Retrocessione. - 1997-1998 · 8ª nel Girone C di Serie A2, ammessa alla nuova Serie A2. - 1998-1999 · 9ª nel Girone C di Serie A2, retrocessa in Serie B. - 1999-2000 · 1ª nel Girone O di Serie B, 3ª in Poule Promozione. - 2000-2001 · 4ª nel Girone F di Serie B. - 2001-2002 · 2ª nel Girone F di Serie B. - 2002-2003 · 2ª in Serie B Sicilia, promossa in Serie B d'Eccellenza. - 2003-2004 · 3ª in Serie B d'Eccellenza. - 2004-2005 · 3ª nel Girone D di Serie B d'Eccellenza, promossa in Serie A2. - 2005-2006 · 16ª nel Girone Sud di Serie A2, retrocessa in Serie B. - 2006-2007 · 6ª nel Girone D di Serie B d'Eccellenza. - 2007-2008 · 6ª nel Girone D2 di Serie B d'Eccellenza, 2ª nella Poule Retrocessione, ammessa in Serie B. - 2008-2009 · 5ª in Serie B Sicilia. - 2009-2010 · 4ª nel Girone A di Serie B2 Sicilia, 4ª in Poule Promozione. - 2010-2011 · 5ª in Serie B2 Sicilia. - 2011-2012 · 8ª nel Girone N di Serie B, non si iscrive. |